# Кнежа
Кнежа́ (болг. Кнежа) — місто в Плевенській області Болгарії. Адміністративний центр общини Кнежа.

## Населення
За даними перепису населення 2011 року у місті проживали 10 500 осіб.
Національний склад населення міста:
| Національність   | Кількість осіб | Відсоток |
| ---------------- | -------------- | -------- |
| болгари          | 8137           | 89,6%    |
| цигани           | 820            | 9,0%     |
| турки            | 51             | 0,6%     |
| інша             | 12             | 0,1%     |
| не визначились   | 66             | 0,7%     |
| Всього відповіли | 9086           |          |

Розподіл населення за віком у 2011 році:
Динаміка населення:

## Відомі особистості
В поселенні народилися:
- Фердинанд Козовський (1892—1965) — болгарський політик.
- Антоанетта Анатолева Лінкова (нар. 1985) — болгарська поп-фолк і синті-поп співачка циганського походження і фіналістка першого сезону проекту" Голос Болгарії.